# Dace Šneidere
Dace Šneidere (* 26. Januar 1973) ist eine lettische Badmintonspielerin. 

## Karriere
Dace Šneidere siegte 1993 erstmals bei den nationalen lettischen Meisterschaften. Bei der baltischen Badmintonmeisterschaft 1997 gewann sie Bronze im Mixed.

## Sportliche Erfolge
| Saison | Veranstaltung                   | Disziplin   | Platz | Name                            |
| ------ | ------------------------------- | ----------- | ----- | ------------------------------- |
| 1993   | Lettland: Einzelmeisterschaften | Damendoppel | 1     | Kristīne Šefere / Dace Šneidere |
| 1993   | Lettland: Einzelmeisterschaften | Mixed       | 1     | Eduards Loze / Dace Šneidere    |
| 1994   | Lettland: Einzelmeisterschaften | Damendoppel | 1     | Kristīne Šefere / Dace Šneidere |
| 1994   | Lettland: Einzelmeisterschaften | Mixed       | 1     | Eduards Loze / Dace Šneidere    |
| 1995   | Lettland: Einzelmeisterschaften | Damendoppel | 1     | Kristīne Šefere / Dace Šneidere |
| 1995   | Lettland: Einzelmeisterschaften | Mixed       | 1     | Eduards Loze / Dace Šneidere    |
| 1998   | Lettland: Einzelmeisterschaften | Damendoppel | 1     | Kristine Tiruma / Dace Šneidere |
| 1999   | Lettland: Einzelmeisterschaften | Dameneinzel | 1     | Dace Šneidere                   |
| 2000   | Lettland: Einzelmeisterschaften | Damendoppel | 1     | Kristīne Šefere / Dace Šneidere |
| 2009   | Lettland: Einzelmeisterschaften | Damendoppel | 1     | Kristīne Šefere / Dace Šneidere |